# Cyathula natalensis
Cyathula natalensis är en amarantväxtart som beskrevs av Otto Wilhelm Sonder. Cyathula natalensis ingår i släktet Cyathula, och familjen amarantväxter. Inga underarter finns listade i Catalogue of Life.